# Es war die erste Liebe
Es war die erste Liebe ist ein deutsches Filmmelodram aus dem Jahre 1958 von Fritz Stapenhorst mit Marion Michael und Christian Wolff in den Hauptrollen.

## Handlung
Der blutjunge und schüchterne Peter Lauterbach besucht ein Priesterseminar, weil er ganz in seinem Glauben zu Gott aufgeht und unbedingt in den Dienst der katholischen Kirche treten will. Nun steht er kurz vor der Priesterweihe und möchte, ehe er sich für den Rest seines Lebens allem Weltlichen abwendet, noch einmal ein paar unbeschwerte Tage auf dem Land in Schleswig-Holstein verbringen. Dort lernt er die Familie Bergmann kennen, zu der auch die bildhübsche, gerade mal 17 Jahre junge Tochter des Hauses Annika, Typ blonde Versuchung, gehört. 
Das Mädchen ist liebreizend und versucht, mit ihrem strahlenden Charme dem angehenden Gottesmenschen den Kopf zu verdrehen. Das Paar, das keins sein darf, besucht gemeinsam sogar eine Wahrsagerin, um mehr über beider Zukunft und Bestimmung zu erfahren. Bald droht sich Peter in die bezaubernde jungfräuliche Maid zu verlieben. Die Versuchung wird riesengroß, doch lässt sich Peter letztlich weder bezüglich seiner „moralischen“ Standfestigkeit noch seiner Berufsabsichten beirren. Nach einem kurzen Moment gedanklicher „Sünde“ und „fleischlichem Verlangen“ kehrt er wieder zu seinem Gebetbuch zurück und ist sich nunmehr sicherer als je zuvor, dass seine Zukunft im Dienste Gottes stehen soll. 

## Produktionsnotizen
Es war die erste Liebe entstand Mitte 1958 und wurde am 14. Oktober 1958 in Stuttgart uraufgeführt.
Veit Harlan war ungenannt an der Regie beteiligt. Filmeditor Wolfgang Wehrum wirkte auch als Regieassistent.

## Kritik
Im Lexikon des Internationalen Films heißt es: „Banales Liebesdrama mit verwaschenen religiösen Motiven.“